# 李顕鎬
李 顯鎬（イ・ヒョンホ、韓国語：이현호、1992年9月14日 - ）は、大韓民国の仁川広域市出身の元プロ野球選手（投手）。

## 経歴

### 斗山時代
2011年のドラフトで斗山ベアーズから指名されて契約した。当時は彼の地元である仁川に本拠地を持つSKワイバーンズが指名をすると予想されていたが、当のSKは徐眞勇と金宙院を指名した。なお、SKが一次指名した徐眞勇は入団した途端に怪我をして育成選手になった。
2012年オフに尚武の入団試験に合格した。2014年に退団し斗山に復帰した。
2015年4月15日のKTウィズ戦で初めて先発デビューをした。しかしこの試合では勝敗はつかなかった（チームは金賢洙の決勝犠牲フライで勝利）。5月9日のハンファ・イーグルス戦では救援投手として登板。パーフェクトに抑えた直後に味方が逆転したため初勝利を挙げた。8月17日のSKワイバーンズ戦では先発で登板し、6回を無失点に抑える好投を披露。そして先発初勝利を収めた。このようにブルペンでも先発でも欠かせない貴重な左腕となり、斗山のリーグ優勝に貢献した。ただし、ポストシーズンでは目立った活躍はなかった。
2017年は開幕エントリーに入ったが、4月9日のネクセン・ヒーローズ戦で5失点と崩れた高源浚の救援で登板すると味方の失策から炎上し、自責点0ながら4失点を記録。翌日には高源浚と仲良く二軍行きとなった。
復活して迎えた4月29日のロッテ・ジャイアンツ戦では同点の7回2アウトから登板。迎えた金紋滸を1球で打ち取ると、直後に味方が勝ち越しをきめて歴代17人目の一球勝利投手になった。
2018年6月30日の起亜タイガース戦では3イニング2失点で最後まで投げきり、プロ初セーブを記録した。
2019年は6月25日の三星ライオンズ戦では4回6失点と炎上。敗戦こそつかなかったがこれを最後に一軍の舞台から遠ざかり、16試合の登板で1勝に終わった。

### ハンファ時代
同年の戦力均衡を目的とした余剰戦力対象の2次ドラフトでハンファ・イーグルスから指名を受け、斗山から移籍した。
しかし2020年は16試合登板で未勝利だったため、シーズン終了後に自由契約となった。。

## プレースタイル・人物
ストレートのほかにカットボール、スライダー、カープといった横方向への動きをするボールを得意としている。
牽制と守備が非常に下手であり、バント処理に失敗してのフィルダースチョイスや送球が暴投となり走者の進塁を許してしまうことが短所。斗山の戦力分析員が牽制能力を評価したところ最低点となる1点を記録した。

## 詳細情報

### 年度別投手成績
| 年 度    | 球 団    | 登 板 | 先 発 | 完 投 | 完 封 | 無 四 球 | 勝 利 | 敗 戦 | セ 丨 ブ | ホ 丨 ル ド | 勝 率 | 打 者 | 投 球 回 | 被 安 打 | 被 本 塁 打 | 与 四 球 | 敬 遠 | 与 死 球 | 奪 三 振 | 暴 投 | ボ 丨 ク | 失 点 | 自 責 点 | 防 御 率 | W H I P |
| -------- | -------- | ----- | ----- | ----- | ----- | -------- | ----- | ----- | -------- | ----------- | ----- | ----- | -------- | -------- | ----------- | -------- | ----- | -------- | -------- | ----- | -------- | ----- | -------- | -------- | ------- |
| 2011     | 斗山     | 1     | 0     | 0     | 0     | 0        | 0     | 0     | 0        | 0           | ----  | 2     | 0.0      | 1        | 0           | 1        | 0     | 0        | 0        | 0     | 0        | 2     | 2        | ----     | ----    |
| 2012     | 斗山     | 2     | 0     | 0     | 0     | 0        | 0     | 0     | 0        | 0           | ----  | 7     | 2.0      | 2        | 0           | 1        | 0     | 0        | 1        | 0     | 0        | 0     | 0        | 0.00     | 1.50    |
| 2015     | 斗山     | 49    | 7     | 0     | 0     | 0        | 6     | 1     | 0        | 2           | .857  | 377   | 86.0     | 83       | 8           | 35       | 0     | 4        | 87       | 17    | 0        | 43    | 40       | 4.19     | 1.37    |
| 2016     | 斗山     | 41    | 1     | 0     | 0     | 0        | 0     | 2     | 0        | 0           | .000  | 223   | 47.0     | 63       | 5           | 20       | 1     | 5        | 32       | 7     | 0        | 37    | 37       | 7.09     | 1.77    |
| 2017     | 斗山     | 24    | 2     | 0     | 0     | 0        | 1     | 0     | 0        | 0           | 1.000 | 147   | 30.0     | 48       | 6           | 14       | 0     | 0        | 19       | 0     | 0        | 27    | 19       | 5.70     | 2.07    |
| 2018     | 斗山     | 15    | 2     | 0     | 0     | 0        | 0     | 0     | 1        | 0           | ----  | 134   | 28.0     | 37       | 4           | 13       | 0     | 1        | 23       | 1     | 0        | 19    | 19       | 6.11     | 1.79    |
| 2019     | 斗山     | 16    | 8     | 0     | 0     | 0        | 1     | 0     | 0        | 0           | 1.000 | 191   | 40.1     | 51       | 2           | 19       | 0     | 1        | 22       | 2     | 1        | 25    | 23       | 5.13     | 1.74    |
| 2020     | ハンファ | 16    | 0     | 0     | 0     | 0        | 0     | 2     | 0        | 0           | .000  | 75    | 15.1     | 18       | 4           | 10       | 0     | 1        | 15       | 3     | 1        | 12    | 11       | 6.46     | 1.83    |
| KBO：8年 | KBO：8年 | 164   | 20    | 0     | 0     | 0        | 8     | 5     | 1        | 2           | .615  | 1156  | 248.2    | 303      | 29          | 113      | 1     | 12       | 199      | 30    | 2        | 165   | 151      | 5.47     | 1.67    |

### 背番号
- 14 （2011年）
- 56 （2012年）
- 57 （2015年 - 2017年）
- 11 （2018年 - 2019年）
- 41 （2020年）